# Odczynnik Somogyi
Odczynnik Somogyi – zasadowy roztwór zawierający jony miedzi(II) i aniony winianowe, które kompleksują jony miedzi(II), zapobiegając wytrącaniu się wodorotlenku miedzi(II). Jest to utleniacz używany w chemii analitycznej do oznaczania cukrów redukujących.

## Przygotowanie
Odczynnik składa się z dwóch roztworów A i B. Roztwory te mieszamy bezpośrednio przed użyciem.
Roztwór A:
- Na
2CO
3 25 g
- KNaC
4H
4O
6·4H
2O 2 5g
- NaHCO
3 20 g
- Na
2SO
4 200 g

Po kolei dodać sole do 800 ml wody. Odczekać, aby każda sól po kolei się rozpuściła. Na koniec dopełnić do 1000 ml. Roztwór przechowywać w butelce z ciemnego szkła w temperaturze 20-30 °C.
Roztwór B:
- CuSO
4·5H
2O 15 g
- H
2SO
4 98% dwie krople

Sól rozpuścić w 50 ml wody. Dodać krople H
2SO
4. Wymieszać i dopełnić do 100 ml. Roztwór przechowywać w temperaturze pokojowej. Co każde dwa miesiące należy przygotować nowy świeży roztwór.
Odczynnik Somogyi stosuje się w następujących proporcjach objętościowych - roztwór A:roztwór B:woda 25:1:26.

## Stosowanie
Reagent najczęściej stosuje się z odczynnikiem Nelsona. Spotyka się jednak użycie i bez niego. Wtedy to, kiedy oznacza się ilość np. cukrów redukujących, oraz ilość miedzi za pomocą jodometrii należy postępować zgodnie z zasadami:
- jeśli ilość cukru nie przekracza 0,5 mg na 5 ml roztworu to stężenie KIO
3 powinno wynosić 1mol/1dm3
- 5 ml roztworu cukru wymieszać w 25 x 200-mm rurce Pyrex, zanurzonej w łaźni wodnej
- po ostygnięciu dodać 0,5 ml 2,5% roztworu KI
- potem dodać 2.5 ml 2-molowego roztworu H
2SO
4
- na końcu miareczkować 0,005-molowym roztworem tiosiarczanu sodu (można dodać skrobi aby uwydatnić widoczność punktu końcowego miareczkowania)[3]